# Nationalligaen 2011
La Nationalligaen 2011 è stata la 23ª edizione del campionato di football americano di primo livello, organizzato dalla DAFF.

## Squadre partecipanti
| Club                  | Città     | Stadio | Sponsor ufficiale | Risultato nella stagione 2010 |
| --------------------- | --------- | ------ | ----------------- | ----------------------------- |
| AaB 89ers             | Aalborg   |        |                   |                               |
| Aarhus Tigers         | Aarhus    |        |                   |                               |
| Amager Demons         | Tårnby    |        |                   |                               |
| Copenhagen Towers     | Gentofte  |        |                   |                               |
| Herlev Rebels         | Herlev    |        |                   |                               |
| Kronborg Knights      | Helsingør |        |                   |                               |
| Slagelse Wolfpack     | Slagelse  |        |                   |                               |
| Søllerød Gold Diggers | Rudersdal |        |                   |                               |
| Triangle Razorbacks   | Vejle     |        |                   |                               |

## Stagione regolare

### Calendario

#### 1ª giornata
| 16 aprile 2011 | Amager Demons | 0 – 58 | Søllerød Gold Diggers |  |

| 16 aprile 2011 | Aarhus Tigers | 0 – 26 | Triangle Razorbacks |  |

| 17 aprile 2011 | Copenhagen Towers | 26 – 0 | Herlev Rebels |  |

#### 2ª giornata
| 24 aprile 2011 | Kronborg Knights | 10 – 48 | Copenhagen Towers |  |

#### 3ª giornata
| 30 aprile 2011 | AaB 89ers | 45 – 2 | Kronborg Knights |  |

| 1º maggio 2011 | Aarhus Tigers | 51 – 32 | Slagelse Wolfpack |  |

#### 4ª giornata
| 7 maggio 2011 | Amager Demons | 0 – 20 | AaB 89ers |  |

| 7 maggio 2011 | Herlev Rebels | 14 – 7 | Aarhus Tigers |  |

#### 5ª giornata
| 14 maggio 2011 | Copenhagen Towers | 62 – 18 | Slagelse Wolfpack |  |

| 15 maggio 2011 | Søllerød Gold Diggers | 61 – 7 | Amager Demons |  |

#### 6ª giornata
| 20 maggio 2011 | Herlev Rebels | 43 – 17 | Amager Demons |  |

| 21 maggio 2011 | Aarhus Tigers | 0 – 26 | AaB 89ers |  |

| 21 maggio 2011 | Triangle Razorbacks | 31 – 26 | Copenhagen Towers |  |

| 22 maggio 2011 | Søllerød Gold Diggers | 62 – 0 | Kronborg Knights |  |

#### 7ª giornata
| 28 maggio 2011 | Slagelse Wolfpack | 0 – 60 | Triangle Razorbacks |  |

| 29 maggio 2011 | Amager Demons | 21 – 0 | Kronborg Knights |  |

#### 8ª giornata
| 5 giugno 2011 | Kronborg Knights | 27 – 49 | Herlev Rebels |  |

#### 9ª giornata
| 11 giugno 2011 | Herlev Rebels | 20 – 48 | Søllerød Gold Diggers |  |

| 11 giugno 2011 | Triangle Razorbacks | 56 – 23 | Slagelse Wolfpack |  |

| 12 giugno 2011 | Copenhagen Towers | 62 – 14 | Amager Demons |  |

#### 10ª giornata
| 18 giugno 2011 | Aarhus Tigers | 12 – 7 | Amager Demons |  |

| 18 giugno 2011 | Triangle Razorbacks | 57 – 0 | AaB 89ers |  |

| 19 giugno 2011 | Slagelse Wolfpack | 29 – 62 | Herlev Rebels |  |

#### 11ª giornata
| 25 giugno 2011 | Amager Demons | 0 – 65 | Herlev Rebels |  |

| 25 giugno 2011 | AaB 89ers | 0 – 20 | Aarhus Tigers |  |

| 26 giugno 2011 | Copenhagen Towers | 40 – 41 | Søllerød Gold Diggers |  |

#### 12ª giornata
| 6 agosto 2011 | Søllerød Gold Diggers | 47 – 20 | Copenhagen Towers |  |

| 7 agosto 2011 | Herlev Rebels | 38 – 0 | Kronborg Knights |  |

#### 13ª giornata
| 14 agosto 2011 | Kronborg Knights | 0 – 56 | Søllerød Gold Diggers |  |

#### 14ª giornata
| 20 agosto 2011 | Søllerød Gold Diggers | 28 – 13 | Herlev Rebels |  |

| 20 agosto 2011 | AaB 89ers | 43 – 0 | Slagelse Wolfpack |  |

| 21 agosto 2011 | Amager Demons | 0 – 48 | Copenhagen Towers |  |

#### 15ª giornata
| 26 agosto 2011 | Copenhagen Towers | 34 – 0 | Kronborg Knights |  |

| 28 agosto 2011 | Triangle Razorbacks | 57 – 14 | Aarhus Tigers |  |

#### 16ª giornata
| 3 settembre 2011 | Slagelse Wolfpack | 0 – 30 (a tavolino) | Aarhus Tigers |  |

| 4 settembre 2011 | AaB 89ers | 6 – 42 | Triangle Razorbacks |  |

#### 17ª giornata
| 10 settembre 2011 | Herlev Rebels | 7 – 46 | Copenhagen Towers |  |

| 10 settembre 2011 | Slagelse Wolfpack | 0 – 30 (a tavolino) | AaB 89ers |  |

| 11 settembre 2011 | Søllerød Gold Diggers | 31 – 13 | Triangle Razorbacks |  |

| 11 settembre 2011 | Kronborg Knights | 0 – 24 | Amager Demons |  |

### Classifica
La classifica della regular season è la seguente:
- PCT = percentuale di vittorie, G = partite giocate, V = partite vinte, P = partite perse, PF = punti fatti, PS = punti subiti

| Pos. | Squadra               | PCT   | G  | V | N | P | PF  | PS  |
| ---- | --------------------- | ----- | -- | - | - | - | --- | --- |
| 1    | Søllerød Gold Diggers | 1.000 | 9  | 9 | 0 | 0 | 432 | 113 |
| 2    | Triangle Razorbacks   | .875  | 8  | 7 | 0 | 1 | 342 | 100 |
| 3    | Copenhagen Towers     | .700  | 10 | 7 | 0 | 3 | 412 | 168 |
| 4    | AaB 89ers             | .625  | 8  | 5 | 0 | 3 | 170 | 121 |
| 5    | Herlev Rebels         | .600  | 10 | 6 | 0 | 4 | 311 | 228 |
| 6    | Aarhus Tigers         | .500  | 8  | 4 | 0 | 4 | 134 | 162 |
| 7    | Amager Demons         | .200  | 10 | 2 | 0 | 8 | 76  | 371 |
| 8    | Slagelse Wolfpack     | .000  | 8  | 0 | 0 | 8 | 102 | 394 |
| 9    | Kronborg Knights      | .000  | 9  | 0 | 0 | 9 | 41  | 363 |

## Playoff

### Tabellone
|  | Wild Card | Wild Card         | Wild Card           |                     |                       | Semifinali            | Semifinali            | Semifinali |  |  | XXIII Mermaid Bowl | XXIII Mermaid Bowl | XXIII Mermaid Bowl |  |
|  |           |                   |                     |                     |                       |                       |                       |            |  |  |                    |                    |                    |  |
|  |           |                   |                     |                     |                       | 1                     | Søllerød Gold Diggers | 52         |  |  |                    |                    |                    |  |
|  |           |                   |                     |                     |                       | 1                     | Søllerød Gold Diggers | 52         |  |  |                    |                    |                    |  |
|  |           |                   |                     | Herlev Rebels       | 6                     |                       |                       |            |  |  |                    |                    |                    |  |
|  | 4         | AaB 89ers         | 0                   | Herlev Rebels       | 6                     |                       |                       |            |  |  |                    |                    |                    |  |
|  | 4         | AaB 89ers         | 0                   |                     |                       |                       |                       |            |  |  |                    |                    |                    |  |
|  | 5         | Herlev Rebels     | 14                  |                     |                       |                       |                       |            |  |  |                    |                    |                    |  |
|  | 5         | Herlev Rebels     | 14                  |                     | Søllerød Gold Diggers | Søllerød Gold Diggers | 31                    |            |  |  |                    |                    |                    |  |
|  |           |                   |                     |                     |                       |                       |                       |            |  |  |                    |                    |                    |  |
|  |           |                   | Triangle Razorbacks | Triangle Razorbacks | 35                    |                       |                       |            |  |  |                    |                    |                    |  |
|  |           |                   |                     | Triangle Razorbacks | 35                    |                       |                       |            |  |  |                    |                    |                    |  |
|  |           |                   |                     |                     |                       |                       |                       |            |  |  |                    |                    |                    |  |
|  |           |                   |                     |                     |                       |                       |                       |            |  |  |                    |                    |                    |  |
|  |           | 2                 | Triangle Razorbacks | 23                  |                       |                       |                       |            |  |  |                    |                    |                    |  |
|  |           |                   |                     | 23                  |                       |                       |                       |            |  |  |                    |                    |                    |  |
|  |           |                   |                     | Copenhagen Towers   | 13                    |                       |                       |            |  |  |                    |                    |                    |  |
|  | 3         | Copenhagen Towers | 31                  | Copenhagen Towers   | 13                    |                       |                       |            |  |  |                    |                    |                    |  |
|  | 3         | Copenhagen Towers | 31                  |                     |                       |                       |                       |            |  |  |                    |                    |                    |  |
|  | 6         | Aarhus Tigers     | 0                   |                     |                       |                       |                       |            |  |  |                    |                    |                    |  |

### Wild Card
| 18 settembre 2011 | Copenhagen Towers | 31 – 0 | Aarhus Tigers |  |

| 18 settembre 2011 | AaB 89ers | 0 – 14 | Herlev Rebels |  |

### Semifinali
| 24 settembre 2011 | Søllerød Gold Diggers | 52 – 6 | Herlev Rebels |  |

| 25 settembre 2011 | Triangle Razorbacks | 23 – 13 | Copenhagen Towers |  |

### XXIII Mermaid Bowl
| Farum 8 ottobre 2011 | Søllerød Gold Diggers | 31 – 35 | Triangle Razorbacks | Farum Park |

## Verdetti
- Triangle Razorbacks Campioni della Danimarca 2011